# The Stone Roses
The Stone Roses byla britská indierocková skupina, která se zformovala v roce 1984 v Manchesteru. Je považována za jednu z průkopnických skupin alternativního hudebního hnutí zvaného Madchester. Původní sestavu tvořili Ian Brown (zpěv), John Squire (kytara), Andy Couzens (kytara), Pete Garner (basa) a Alan „Reni“ Wren (bicí). Couzens a Garner skupinu opustili v roce 1987. Couzenova pozice zůstala následně neobsazená a Garnera nahradil Gary „Many“ Mounfield.
V tomto složení skupina fungovala do roku 1995, kdy byl Reni vystřídán Robbiem Madixxem. O rok později se John Squire od The Stone Roses oddělil a vystřídal ho Aziz Ibrahim. V roce 1995 se ke skupině přidal Nigel Ipinson.
Jejich debutové album The Stone Roses (1989) rychle dosáhlo ve Spojeném království výrazný úspěch a zařadilo se mezi klasická díla hudební historie (magazín NME ho v roce 2007 prohlásil za nejlepší britské album všech dob). Ve snaze dostat ze svého úspěchu co nejvyšší kapitál se skupina pokusila změnit vydavatelství, ale Silvertone Records odmítli odstoupit od kontraktu, což vedlo k dlouhým soudním sporům. V roce 1991 The Stone Roses podepsali smlouvu s Geffen Records, ale jejich druhé album Second Coming vyšlo až v roce 1994. Tvrdší zvuk se nesetkal s pozitivním ohlasem a po několika změnách v sestavě během následného turné se skupina rozhodla spolu s koncertováním ukončit i své působení. V říjnu 2011 se objevily zprávy o smíření členy The Stone Roses a o možném obnovení skupiny, které se staly skutečností. Skupina se po patnácti dala dohromady letech a naplánovala dva velké koncerty v Manchesteru v roce 2012.

## Historie

### Formování
Původní variace The Stone Roses se objevila v jižním Manchesteru začátkem osmdesátých let pod názvem The Patrol. Přátelé z dětství a spolužáci z Altrincham Grammar School for Boys Ian Brown a John Squire získali pro svůj hudební projekt i bubeníka Reniho, baskytaristu Peta Garnera a kytaristu Andyho Couzensa. Své první větší představení odehráli na Manchesterské Univerzitě 2. října 1985.
Ve stejném roce skupina vydala svou první nahrávku – singl „Se Young“ / „Tell Me“ (producentem byl Martin Hannett). V tomto období měli The Stone Roses tvrdší, dokonce metalový zvuk (podobný manchesterského kapelám z konce sedmdesátých a počátku osmdesátých let, jakými byli například Joy Division či Magazine). Na později vydaném albu z této éry Garage Flower je však cítit postupný přechod k jejich pozdějšímu typickému zvuku.
Skladba „Sally Cinnamon“ (1987, FM Revolver Records) již představuje úplný hudební přerod. Jsou v ní zahrnuty harmonické kytarové linky a silná melodie. The Stone Roses už nezněli jako Sex Pistols, spíše připomínali The Byrds. Zpěv Iana Browna je o poznání jemnější, John Squire a Reni se stali jistějšími a melodičtějšími.
Na konci roku 1986 Andy Couzens pro neshody s manažerem Garethem Evansem skupinu opustil. Ani ne rok na to, v srpnu 1987, The Stone Roses opustil i Pete Garner. Do skupiny následně přišel Gary Mounfield přezdívaný Mani. Zformovalo se tak definitivní složení: Ian Brown, John Squire, Reni a Mani se hudebně semkli a vytvořili si svůj typický, nejen hudební styl. Další singl, psychedelií podbarvený „Elephant Stone“, vyšel v Silvertone Records.

### AlbumThe Stone Roses
Debutové album The Stone Roses produkoval John Leckie a vyšlo v roce 1989. Otevírá ho skladba „I Wanna Be Adored“ a uzavírá „I Am the Resurrection“ (na americkém kontinentu je to „Fool's Gold“). Výborné přijetí tiskem doprovázel i masivní komerční úspěch. The Stone Roses se stali první skupinou, která na NME Awards získala současně čtyři ocenění (skupina roku, album roku, nejlepší nová skupina a singl roku – „Fool's Gold“).
Další dvě vydané skladby „Made of Stone“ a „She Bangs the Drums“ dosáhly průměrný úspěch. Později v témže roce The Stone Roses vydali singl „Fool's Gold“ / „What the World Is Waiting For“, který se v listopadu 1989 vyšplhal až na osmé místo britského hudebního žebříčku. Singl „Fool's Gold“, původně plánovaný jako B strana, se rychle stal nejznámější skladbou The Stone Roses a následující vystoupení v Top of the Pops dovršilo cestu skupiny za mezinárodní slávou.
Skupina, která jakoby přišla odnikud se ukázala být ve správném čase na správném místě. The Stone Roses byli přitažliví pro široké publikum: taneční rytmus a pozitivní postoj měl mnoho společného sv té době vzkvétající rave scénou. A navíc se ukázalo, že mají co říct i fanouškům tradičního indierocku. Ve snaze kopírovat úspěch The Stone Roses jejich bývalé vydavatelství FM Revolver znovu vydalo skladbu „Sally Cinnamon“ i s doprovodným videem, což vedlo ke značnému podráždění skupiny. Dne 30. ledna 1990 došlo v prostorách vydavatelství k hádce mezi členy skupiny a ředitelem FM Records Paulem Birchem.
V roce 1990 se skupina rozhodla odehrát velké představení pod širým nebem ve Widnes (na Spike Island). Konalo se 27. května 1990 a účast dosáhla asi 27 000 lidí. Akci bylo v té době pokládáno za neúspěch (kvůli problémům se zvukem a špatné organizaci), ale postupem času se stalo legendárním. The Stone Roses navázali na Spike Island dalším velkým vystoupením v Glasgow Green a do července ještě stihli vydat poslední singl pod značkou Silvertone Records „One Love“.
Singl „One Love“ se ve Spojeném království vyšplhal až na čtvrté místo hitparády – nejvyšší umístění pro The Stone Roses. Měla to být jediná původní skladba od The Stone Roses vydána na příští čtyři roky. Skupina se totiž pustila do zdlouhavého soudního procesu ve snaze předčasně ukončit svou pětiletou smlouvu se Silvertone Records. Členům The Stone Roses se nepodařilo dosáhnout svého cíle. Byli také omezení ve vydávání dalších hudebních děl. Skupina postupně ztrácela obrátky a slibný rozběh po vydání debutového alba se rozplynul. The Stone Roses se prakticky stáhli z veřejného dění.

### Second Cominga rozpad
Po letech se The Stone Roses dostali z kontraktu se Silvertone a podepsali novou lukrativní smlouvu s vydavatelstvím Geffen Records. Jejich druhé album se nahrávalo na téže ulici jako debutové album další manchesterské skupiny Oasis. Skupiny se během nahrávání svých alb pravidelně scházeli – Noel Gallagher si dokonce vypůjčil kytaru Johna Squirea k nahrání dvou skladeb pro Definitely Maybe. Na konci roku 1994, celých pět let od vydání debutu The Stone Roses, vyšlo druhé album The Stone Roses nazvané Second Coming. Většinu skladeb něj napsal John Squire a celé album se nese v temnějším bluesrockovém stylu.
Pro větší část kritiky přestavovalo album Second Coming zklamání. Přesto některé skladby jako „Ten Storey Love Song“ či „Love Spreads“ (druhé místo v britském singlovém žebříčku) ukazovaly, že The Stone Roses stále dokáží navázat na svou starou tvorbu. Second Coming je směsí hardrocku sedmdesátých let, folkrocku a dancerocku. „Ten Storey Love Song“ je skladba nejblíže jejich zvuku podobnému The Byrds, ale s příměsí stylu Led Zeppelin.
Během své absence v hudebním průmyslu zanechali The Stone Roses po sobě značnou mezeru. Po svém návratu narazili na vlnu skupin, které toto místo vyplnili. Do Spojeného království právě dorazil britpop a The Stone Roses byli spolu s kapelami jako The Smiths, The Jam, The Kinks a The Beatles považováni za „otce zakladatele“. Členové The Stone Roses se sice pochvalně vyjadřovali o Oasis (John Squire se dokonce v Knebworthu v roce 1996 přidal k Oasis při hraní skladby „Champagne Supernova“), ale zbytkem tehdejší hudební scény opovrhovali.
V březnu roku 1995 se Reni rozhodl skupinu opustit, což je považováno za začátek konce The Stone Roses. Skupina, která nikdy neměla s médii dobré vztahy, nevysvětlila proč k tomu vlastně došlo. Reniho nahradil Robbie Maddix (dříve spolupracoval s Rebel MC). V té době skupina pro živá vystoupení angažovala Nigela Ippinsona, který již dříve spolupracoval na nahrávání singlu „Begging You“.
Na duben roku 1995 bylo plánováno tajné comebackové turné The Stone Roses, ale po zveřejnění dat v tisku došlo k jeho zrušení. Dalším úderem pro skupinu bylo i odvolání jejich vystoupení na festivalu Glastonbury v červnu 1995 poté, co John Squire utrpěl zranění po pádu z horského kola v severní Kalifornii (zlomená klíční kost), jen týden před připravovaným koncertem. Skupina nakonec ohlásila turné na listopad a prosinec téhož roku. Lístky na všechna vystoupení se rozprodali za jeden den.
Dne 1. dubna 1996 John Squire, i přes nesouhlas ostatních členů – zejména Iana Browna, oficiálně opustil The Stone Roses. Na jeho místo nastoupil Aziz Ibrahim (kytarista ve skupinách Asia a Simply Red). Skupina vytrvala ještě dalších šest měsíců, dokud Mani a Ian Brown v srpnu 1996 The Stone Roses po dvou katastrofálních vystoupeních nerozpouštili.

### Po rozpadu
Ian Brown i John Squire se po rozchodu skupiny vydali na sólové dráhy. Squire založil svůj vlastní hudební projekt – The Seahorses (skupině vyšlo jedno album) a jako sólový interpret vydal další dvě alba. V roce 2007 oznámil v rozhovoru pro Manchester Evening News, že končí s hudební kariérou, aby se mohl naplno věnovat malování. Brown vydal šest sólových alb – každé z nich se dostalo na Britských ostrovech do první desítky v žebříčku. Kytaru pro většinu skladeb na nich nahrál Aziz Ibrahim.
Mani ani Reni se sólovou dráhou nevydali. Mani se jako baskytarista v roce 1996 přidal k indie / dance projektu Primal Scream, kde působí dodnes. Reni v roce 1999 založil skupinu The Rub, ale konalo se jen pár vystoupení. V roce 2005 oznámil, že se chystá napsat několik písní a odehrát je spolu s Manim.
Navzdory mnoha zvěstem o tom, že by se The Stone Roses mohli dát znovu dohromady, Brown i Squire tyto informace rázně popřeli. Minulé spory a napětí mezi oběma hudebníky ani po letech neustoupili a jakákoliv kolaborace byla téměř vyloučena (pár spolu nemluvil od Squireovo odchodu ze skupiny). V květnu 2007 v rozhovoru pro XFM Manchaster Radio John Squire uvedl, že i kdyby mu Ian Brown osobně zavolal a požádal ho o opětovnou spolupráci, Squire by mu složil telefon. Jediná částečná spolupráce mezi členy The Stone Roses se uskutečnila 30. května 2007 na charitativním koncertě baskytaristy The Smiths Andyho Rourkea – Manchester Versus Cancer. K Ianovi Brownovi se na pódiu přidal Mani spolu s neoficiálním pátým členem Cressem (také Andy Rourke, Maka Simato a Steve White) při skladbě „I Am the Resurrection“. Původně měl i Reni zahrát na bicí, ale z neznámých důvodů se nakonec neukázal. List The Sun později uvedl, že následující rok se má na pódiu ke skupině Freebass (projekt Maniho, Andyho Rourke a Petera Hooka) přidat i Ian Brown a Liam Gallagher z Oasis. Brown na své Myspace stránce tyto informace okamžitě popřel.

### Návrat
V říjnu 2011 se The Stone Roses oficiálně dali dohromady a smířili. Ian Brown řekl, že budou vládnout světu znovu, jak to bylo kolem roku 1989. Odehráli dva koncerty v Heathon Parku v Manchesteru. Následovaly další koncerty, poslední z nich v roce 2017 v Glasgow. Roku 2019 jeden z členů potvrdil, že se skupina po tomto koncertu rozpadla.

## Diskografie
- The Stone Roses (1989)
- Second Coming (1994)